# Hemavan, Ångermanland
Hemavan är en sjö i Nordmalings kommun i Ångermanland och ingår i Lögdeälven-Husåns kustområde. Sjön har en area på 0,185 kvadratkilometer och ligger 1,1 meter över havet.

## Delavrinningsområde
Hemavan ingår i det delavrinningsområde (704273-168241) som SMHI kallar för Utloppet av Hemavan. Medelhöjden är 3 meter över havet och ytan är 0,76 kvadratkilometer. Det finns inga avrinningsområden uppströms utan avrinningsområdet är högsta punkten. Avrinningsområdets utflöde mynnar i havet. Avrinningsområdet består mestadels av skog (69 procent). Avrinningsområdet har 0,18 kvadratkilometer vattenytor vilket ger det en sjöprocent på 24,4 procent.